# Warren megye (New York)
Warren megye az Amerikai Egyesült Államokban, azon belül New York államban található. Megyeszékhelye és legnagyobb városa Queensbury. Lakosainak száma 65 737 fő (2020. április 1.). Warren megye Essex, Washington, Saratoga és Hamilton megyékkel határos.

## Népesség
A megye népességének változása:
| Lakosok száma | 65 677 | 65 709 | 65 501 | 65 337 | 64 688 | 65 737 |
|               | 2010   | 2011   | 2012   | 2013   | 2015   | 2020   |